# Перес, Кристиан (французский футболист)
Кристиан Перес (фр. Christian Perez; род. 13 мая 1963, Марсель) — французский футболист, игравший на позиции атакующего полузащитника.

## Клубная карьера
Профессиональную карьеру начал в 1979 году в клубе «Ним». В 1987 году перешёл в «Монпелье», где за 32 матча забил 11 голов в национальном чемпионате. С 1988 по 1992 года выступал за «Пари Сен-Жермен». Следующие 2 сезона провёл в «Монако». Сезон 1994/95 выступал за «Лилль». В следующем сезоне вернулся в «Ним», где помог клубу в третий раз в своей истории дойти до финала национального кубка. Карьеру завершил в 1997 году, выступая за китайский клуб «Шанхай Шэньхуа».

## Карьера за сборную
Дебют за национальную сборную Франции состоялся 19 ноября 1988 года в матче квалификации на ЧМ 1990 против сборной Югославии, где Перес также отметился забитым голом. Был включен в состав сборной на чемпионат Европы 1992 в Швеции. Всего Перес провёл за сборную 22 матча и забил 2 гола.

### Голы за сборную
| #  | Дата            | Место                                       | Соперник  | Счёт | Результат | Турнир                  |
| -- | --------------- | ------------------------------------------- | --------- | ---- | --------- | ----------------------- |
| 1. | 19 ноября 1988  | Стадион Югославской народной армии, Белград | Югославия | 0-1  | 3-2       | Квалификация на ЧМ 1990 |
| 2. | 14 августа 1991 | Городской стадион, Познань                  | Польша    | 1-5  | 1-5       | Товарищеский матч       |

## Достижения
- Финалист Кубка Францииː 1995/96
- Вице-чемпион Чемпионата Китаяː 1997